# Родригес, Гидо
Ги́до Родри́гес (исп. Guido Rodríguez; род. 12 апреля 1994, Саенс-Пенья, Буэнос-Айрес) — аргентинский футболист, полузащитник клуба «Вест Хэм Юнайтед» и сборной Аргентины. Чемпион мира 2022 года.

## Клубная карьера
Родригес — воспитанник клуба «Ривер Плейт». 10 октября 2014 года в поединке Кубка Аргентины против «Росарио Сентраль» Гидо дебютировал за основной состав. Спустя три дня в матче против «Ньюэллс Олд Бойз» он дебютировал в аргентинской Примере. В своём дебютном сезоне Родригес помог клубу занять второе место в чемпионате и завоевать Южноамериканский кубок. 18 июля 2015 года в поединке против «Атлетико Рафаэла» он забил свой первый гол за «Ривер Плейт».
В начале 2016 года для получения игровой практики Гидо на правах аренды перешёл в «Дефенса и Хустисия». 7 февраля в матч против «Униона» он дебютировал за новую команду.
После окончания аренды Родригес был продан в мексиканскую «Тихуану». 16 июля в матче против «Монаркас Морелия» он дебютировал в мексиканской Примере. 25 июля в поединке против «Пуэблы» Гидо забил свой первый гол за «Тихуану». Летом 2017 года Родригес перешёл в столичную «Америку». Сумма трансфера составила 7 млн евро. 30 июля в матче против «Пачуки» он дебютировал за новую команду. 20 ноября в поединке против «Сантос Лагуна» Гидо забил свой первый гол за «Америку». В 2018 году он помог клубу выиграть чемпионат, а спустя год завоевал Кубок Мексики.
В январе 2020 года Родригес перешёл в испанский «Бетис». Сумма трансфера составила 9 млн евро. 19 января в матче против «Реал Сосьедада» он дебютировал в Ла Лиге. 8 июля в поединке против «Осасуны» Гидо забил свой первый гол за «Бетис». В 2022 году он помог клубу завоевать Кубок Испании.

## Международная карьера
9 июня 2017 года в товарищеском матче против сборной Бразилии Родригес дебютировал за сборную Аргентины.
Летом 2019 года Родригес принял участие в Кубке Америки 2019 в Бразилии. На турнире он сыграл против сборной Колумбии.
В 2021 году Родригес завоевал Кубок Америки. На турнире он сыграл в матчах против команд Боливии, Парагвая, Эквадора, Колумбии, Уругвая и Бразилии. В поединке против уругвайцев Гидо забил свой первый гол за национальную команду.
В 2022 году Родригес выиграл чемпионат мира в Катаре. На турнире он сыграл в матче против сборной Мексики.
В 2024 году Родригес во второй раз подряд выиграл Кубок Америки. На турнире он сыграл в матче против сборной Перу.

### Голы за сборную Аргентины
| # | Дата         | Место                                    | Противник | Счёт | Результат | Соревнование       |
| - | ------------ | ---------------------------------------- | --------- | ---- | --------- | ------------------ |
| 1 | 19 июня 2021 | Национальный стадион, Бразилиа, Бразилия | Уругвай   | 1:0  | 1:0       | Кубок Америки 2021 |

## Достижения
«Ривер Плейт»
- Обладатель Южноамериканского кубка: 2014

«Америка» (Мехико)
- Победитель мексиканской Примеры: Апертура 2018
- Обладатель Кубка Мексики: Клаусура 2019

«Реал Бетис»
- Обладатель Кубка Испании: 2021/22

Сборная Аргентины
- Чемпион мира: 2022
- Обладатель Кубка Америки: 2021, 2024
- Победитель Финалиссимы: 2022